# Authieule
Authieule település Franciaországban, Somme megyében. Lakosainak száma 397 fő (2022. január 1.). Authieule Doullens és Amplier községekkel határos.

## Népesség
A település népességének változása:
| Lakosok száma | 388  | 405  | 426  | 409  | 409  | 408  | 406  | 401  | 397  |
|               | 2013 | 2015 | 2016 | 2017 | 2018 | 2019 | 2020 | 2021 | 2022 |